# Egon Erwin Kisch

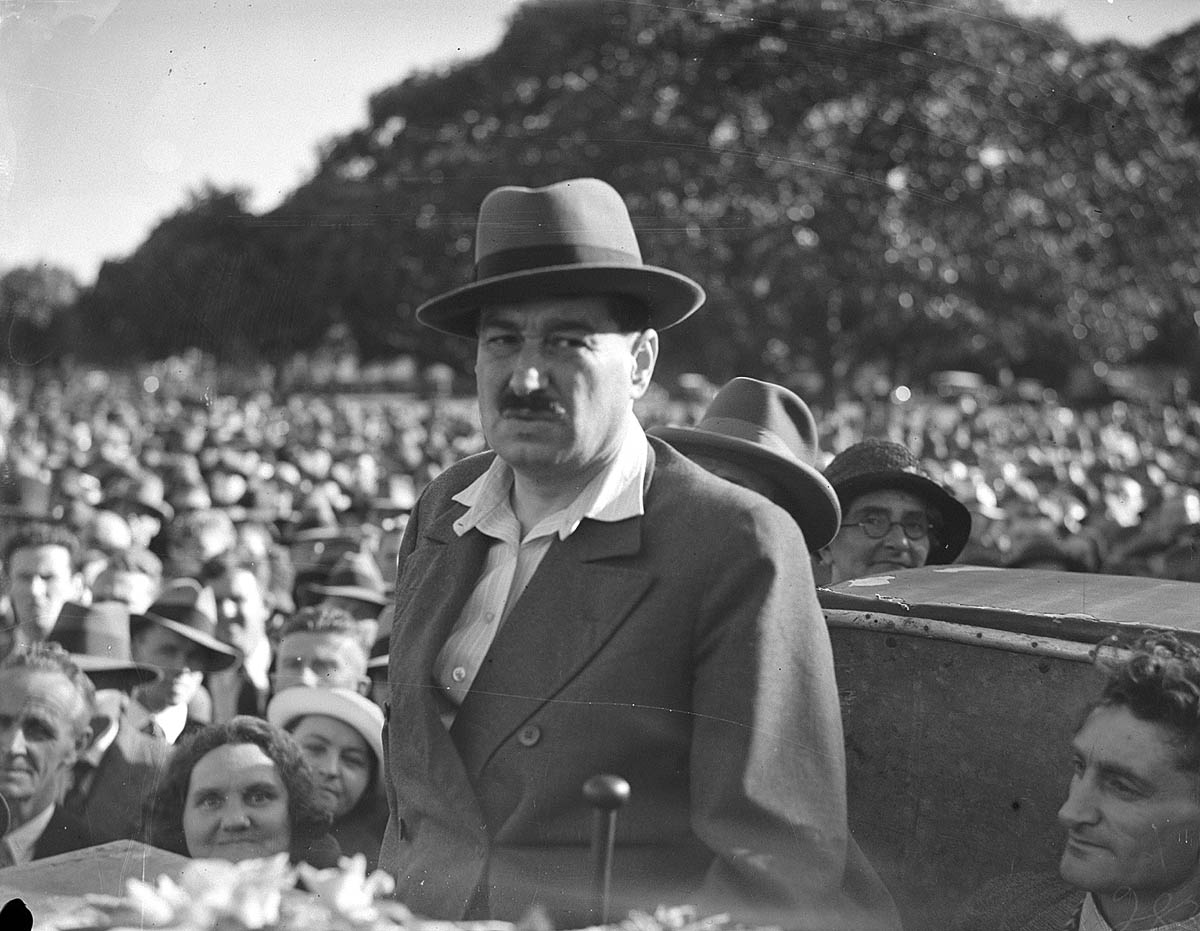
Kisch na protihitlerovském shromáždění v Sydney roku 1935

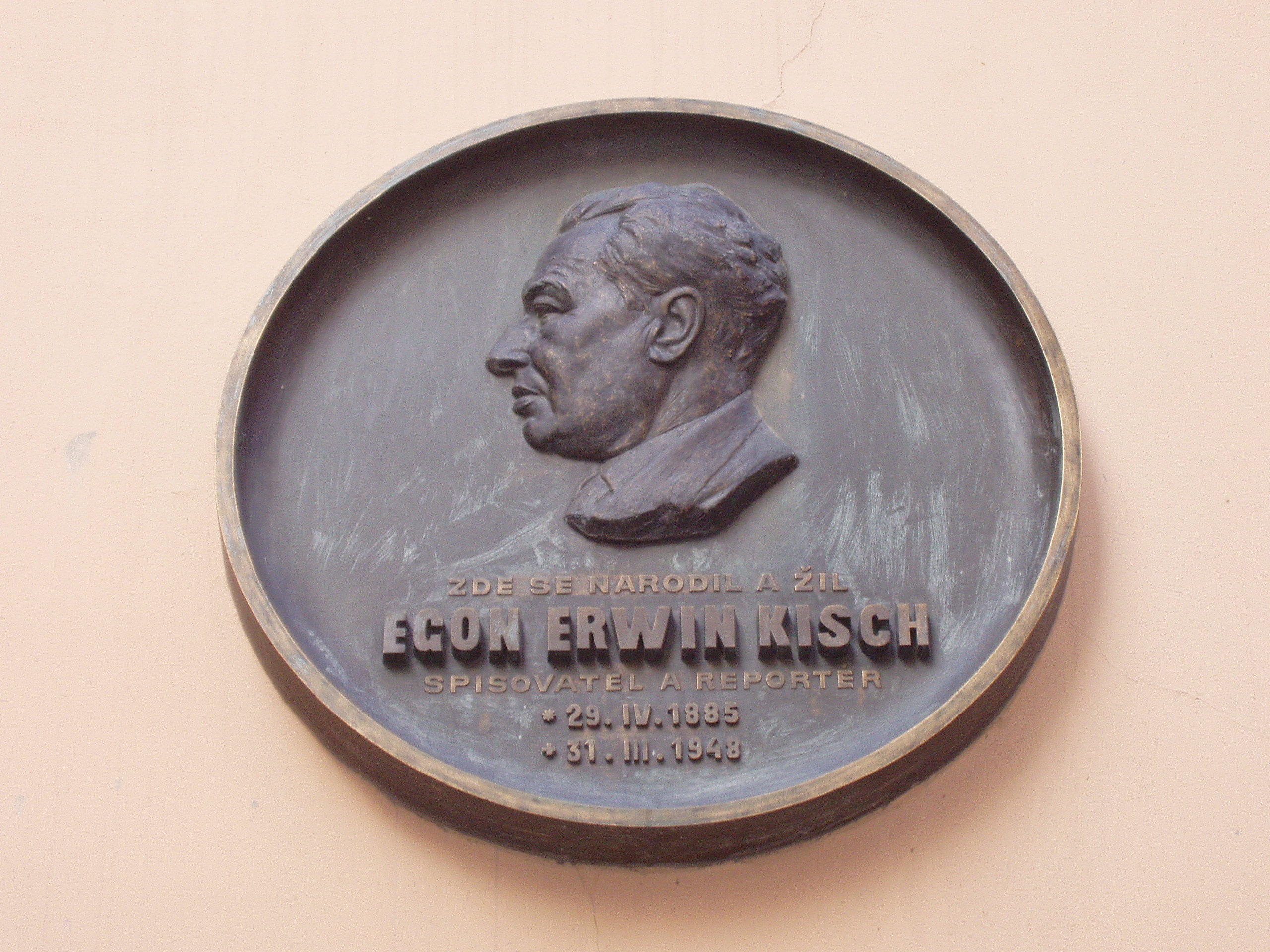
Pamětní deska Egona Erwina Kische na jeho rodném domě v Praze

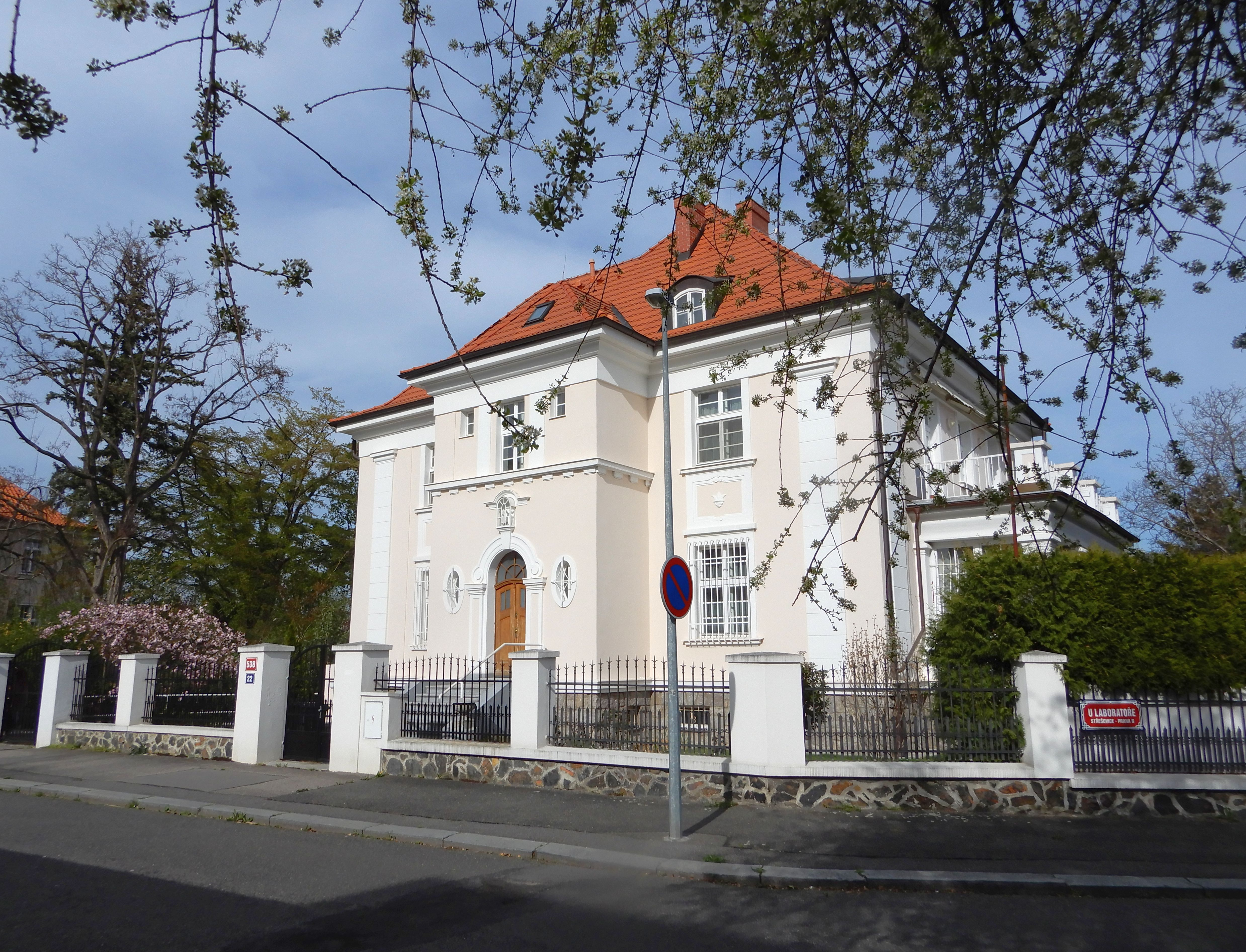
Poslední bydliště E. E. Kische, Praha 6 – Střešovice, dům čp. 538 – U laboratoře 22

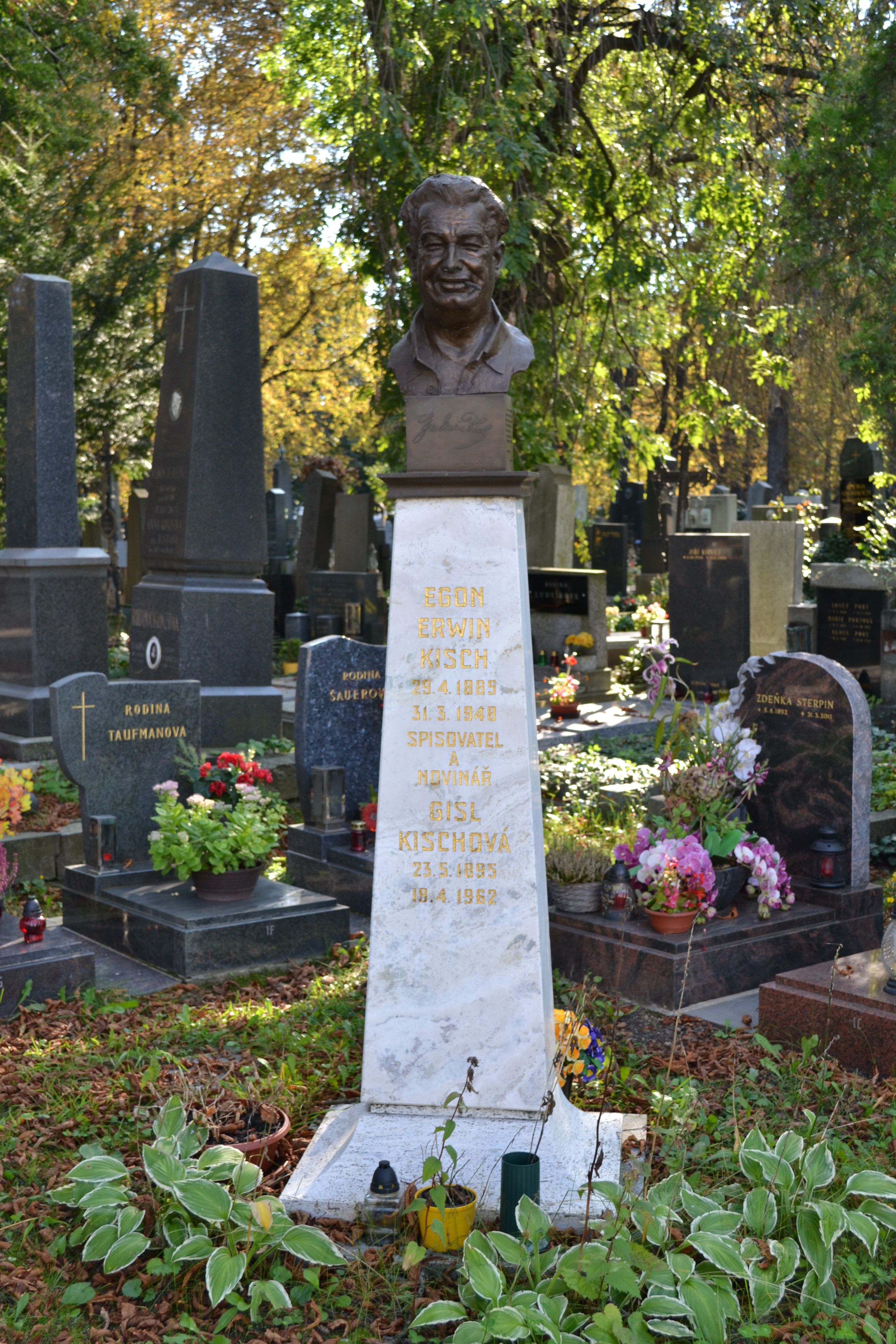
Hrob na Vinohradském hřbitově v Praze

Egon Erwin Kisch (29. dubna 1885 Praha – 31. března 1948 Praha) byl pražský německy píšící reportér, investigativní žurnalista a spisovatel židovského původu, velmi známý také svojí přezdívkou Zuřivý reportér (der rasende Reporter). Byla to právě jeho touha být u všeho, pokaždé „při tom“, a vše vyzkoušet, která mu tuto přezdívku přinesla.

## Životopis
Narodil se jako druhý z pěti synů zámožného obchodníka se suknem Hermanna Kische (1838–1901) a jeho druhé manželky Ernestiny (1862–1937), rozené Kuhové, v tradiční židovské rodině, v pražském staroměstském domě čp. 475/I U Dvou zlatých medvědů v Melantrichově ulici 16.

### Studia
První školní léta absolvoval u privátních učitelů a v Seidlově škole v budově zrušeného kláštera servitů v Michalské ulici na Starém Městě. Od roku 1892 začal navštěvovat novoměstské gymnázium piaristů v Panské ulici, odkud přestoupil na První německou státní reálku v Mikulandské ulici. Od října 1903 studoval v Praze jeden semestr na Technice, dále na filozofické fakultě Německé Karlo-Ferdinandovy univerzity filozofii, dějiny německé literatury a germanistiku a později žurnalistiku, ale žádná studia nedokončil. Na profesi novináře se však připravoval: naučil se stenografovat, ovládal několik jazyků, navštěvoval archívy a knihovny.

### Činnost
Již před 1. světovou válkou přispíval do některých pražských novin. Stal se jedním z nejlepších znalců pražského podsvětí. Měl kriminalistický talent a dovedl odhalit skutečné pozadí událostí, jako byla např. aféra plukovníka Redla v roce 1913. V 1. světové válce bojoval v řadách pěšího pluku č. 11, mj. na severovýchodním Slovensku. Své zážitky z války popsal v knize Vojákem pražského sboru. Za války sloužil v Srbsku, Rusku, Uhrách a Vídni, kde se stal v r. 1918 prvním velitelem Revolučních gard. Roku 1919 vstoupil do Komunistické strany Rakouska (KPÖ); během práce deníku Der neue Tag' se spřátelil s Josephem Rothem. Byl odsouzen a roku 1920 vypovězen do Prahy, kde se dále věnoval tvůrčí činnosti, a to jak žurnalistice, tak divadelní avantgardě – spolupracoval například s E. A. Longenem a J. Haškem. Právě s J. Haškem se scházel v pražské kavárně Montmartre, jinak také nazývané Dům u tří divých mužů. Psal německy, protože v češtině neměl správný jazykový cit a se svými překladateli spolupracoval. Už v roce 1922 ale Prahu opět opustil a přestěhoval se do Berlína. Zde se věnoval jednak dopisování pro Lidové noviny a další tiskoviny a shromažďoval podklady k vydání monografie Klasický žurnalismus o velkých postavách světového novinářství. V roce 1924 vydal knihu Zuřivý reportér, která jej proslavila. Sbírka reportáží obsahovala mj. popis jeho pátrání po Golemovi. Roku 1925 vstoupil do Komunistické strany Německa. Roku 1928 na falešný pas odcestoval do USA, Roku 1929 byl redakcí berlínských novin vyslán do Sovětského svazu a dále cestoval po jihozápadní Evropě. V letech 1931–1932 byl opět v SSSR, přednášel na univerzitě v Charkově, odkud odjel ilegálně do Číny. Později z těchto cest napsal díla jako Caři, popi, bolševici, Americký ráj a Tajná Čína. Po požáru Říšského sněmu v roce 1933 byl zatčen a uvězněn, ale jako československý občan byl po intervenci ministerstva zahraničních věcí propuštěn a vypovězen ze země. Vrátil se do Prahy a zapojil se do protifašistického hnutí. Jako delegát byl v roce 1934 vyslán na Světový kongres proti fašismu do Austrálie, kde mu byl odepřen vstup na pevninu jako nežádoucí osobě. Při odvážném skoku na betonové molo si zlomil nohu a tato příhoda, jakož i další obstrukce australské vlády, vzbudila celosvětovou pozornost. Roku 1935 v Paříži s Heinrichem Mannem zorganizoval První světový kongres spisovatelů za sjednocení kultury. Po návratu do Evropy se zúčastnil občanské války ve Španělsku jako zpravodaj interbrigadistů. V letech 1936–1938 žil v Praze a v belgickém Ostende.
V prosinci 1939 musel kvůli svému židovskému původu uprchnout z Evropy. Odjel nejprve do USA a poté do Mexika, kde napsal vzpomínkovou knihu Tržiště senzací. V březnu 1946 se již těžce nemocný vrátil do Prahy, ale plánovanou knihu o poválečném Československu už nestihl dokončit. Osobně se zúčastnil i popravy K. H. Franka. V Praze bydlel v podnájmu ve střešovické vile v ulici U laboratoře č. 22. Zemřel zde 31. března 1948 po druhém záchvatu mrtvice.

### Názory
Egon byl kosmopolitou a světoběžníkem. Pohyboval se stejně dobře v pražských šantánech jako v nejvyšší společnosti, v převleku za muslima podnikl pouť do arabské Mekky, v Dánsku se učil klaunem, pracoval jako potápěč atd. Politickým smýšlením byl komunistou, ovšem ve všech svých reportážích se držel kréda, že: „Reportér nemá tendence, nemá co ospravedlňovat a nemá stanoviska.“

## Rodina
Jeden z předků Kischů přišel do Prahy v 17. století z Chyše (německy Chiesch). Podle tohoto sídla dostal rod jméno. V Praze se živil jako apatykář v židovské obci. Egonův praděd Enoch Kisch žil v Praze asi v letech 1772–1838. Děd Jonas (asi 1802–1878) úspěšně obchodoval se suknem a koupil dům U Dvou zlatých medvědů na Starém Městě. Po něm obchod provozovali synové Samuel (1837 – 4. dubna 1901) a Hermann.
Egonův otec Hermann Kisch (syn Jonase Kische a jeho manželky Marie, rozené Östreicher) se narodil v roce 1838 v Praze, kde i 19. ledna 1901 zemřel. Hermannova první manželka Regina, rozená Zuckermannová (* 1858), zemřela 18. července 1880 ve 22 letech. V roce 1882 se podruhé oženil s Ernestinou, rozenou Kuhovou (1862–1937), s níž měl pět synů: PhDr. Pavel Kisch (19. listopadu 1883 – 12. října 1944 v Osvětimi, novinář), Egon (1885–1948), Wolfgang Kisch (1887–1914, padl v 1. světové válce), JUDr. Arnold Kisch (15. června 1889 – 17. července 1942, bankovní úředník, zahynul v koncentračním táboře v Lodži). Nejmladší syn MUDr. Bedřich Kisch se narodil 18. dubna 1894 a byl chirurg. S Egonem byl ve Španělské občanské válce, později v Číně. V roce 1968 emigroval do Západního Berlína, kde 13. září 1968 zemřel.
Egon Kisch se 22. října 1938 oženil s Giselou Lynerovou (23. května 1895 – 19. dubna 1962). Seznámil se s ní v roce 1919 ve Vídni, kde se i narodila. Pseudonym Erwin poprvé použil na střední škole, kdy oficiálně nesměl publikovat.

## Dílo
- Pasák, 1914[7]
- Z pražských uliček a nocí, 1911 – sbírka črt
- Zapovězené lokály
- Pražské obrázky, 1913
- Temnou Prahou, 1914
- Pražská dobrodružství, 1920
- Nanebevstoupení Tonky Šibenice, 1921 – povídka,
  - úspěšně zdramatizováno Emilem Arturem Longenem, kabaret Revoluční scéna 1920–1923
  - TV dramatizace 1967, režie: Václav Hudeček
  - další zpracování: Ludvík Aškenazy: Pravdivý příběh Antonie Pařízkové, lehké holky s dobrým srdcem (z pozůstalosti, zfilmováno 2001, režie Jindřich Mann)
- Vojákem pražského sboru, 1922
- Pražský pitaval, 1931 – kriminalistické studie
- Zuřivý reportér
- Tržiště senzací, 1942
- Srostlé sestry, Akropolis 1998, ISBN 80-85770-63-6 – sbírka reportáží

### Cestopisná díla
- Caři, popi, bolševici, 1927
- Americký ráj, 1928
- Tajná Čína, 1933
- Přistání v Austrálii, 1938